# Liste der häufigsten Familiennamen in Deutschland
Dies ist eine Liste der häufigsten Familiennamen in Deutschland.

## Bemerkungen
Auffällig ist die beherrschende Stellung der Berufsbezeichnungen. Vor allem die zur Zeit der Namenbildung im Mittelalter weit verbreiteten Berufe finden sich auf den ersten Plätzen. Der Beruf des Bauern war so weit verbreitet, dass er zur Unterscheidung verschiedener Personen im ländlichen Raum ungeeignet war. Er liegt daher nur auf Platz 13. Die Bauern trugen meist Wohnstättennamen, welche die Lage des Hofes genauer beschrieben.

## Liste der 120 häufigsten Familiennamen in Deutschland
1. Müller, Berufsbezeichnung[1][2][3] (alle Schreibvarianten zusammen ergäben Platz 2[4])
2. Schmidt, Berufsbezeichnung (alle Schreibvarianten zusammen ergäben Platz 1[4])
3. Schneider, Berufsbezeichnung (alle Schreibvarianten zusammen ergäben Platz 5[4])
4. Fischer, Berufsbezeichnung (alle Schreibvarianten zusammen ergäbe Platz 8[4])
5. Weber, Berufsbezeichnung (alle Schreibvarianten zusammen ergäbe Platz 9[4])
6. Meyer, Standesbezeichnung (alle Schreibvarianten zusammen ergäben Platz 3[4])
7. Wagner, Berufsbezeichnung (alle Schreibvarianten zusammen ergäbe Platz 10[4])
8. Schulz, Standesbezeichnung (alle Schreibvarianten zusammen ergäben Platz 4[4])
9. Bauer, Berufsbezeichnung (alle Schreibvarianten zusammen ergäben Platz 11[4])
10. Becker, Berufsbezeichnung, Wohnstättenname (alle Schreibvarianten zusammen ergäben Platz 7[4])
11. Meier, Standesbezeichnung
12. Hoffmann, Berufsbezeichnung, Wohnstättenname (alle Schreibvarianten zusammen, aber ohne Hofer, Hoffner etc. ergäben Platz 6[4])
13. Koch, Berufsbezeichnung
14. Klein, Eigenschaft („Der Kleine“)
15. Richter, Berufsbezeichnung
16. Wolf, meist von Vornamen abgeleitet (Wolfgang, Wolfhard etc.), oft auch Übername (alle Schreibvarianten zusammen ergäben Platz 13[4])
17. Schwarz, Eigenschaft („Der Schwarzhaarige“)
18. Schäfer, Berufsbezeichnung
19. Huber, Standesbezeichnung
20. Neumann, Eigenschaft („Der Neue“)
21. Maier, Standesbezeichnung
22. Mayer, Standesbezeichnung
23. Schröder (Schneider), Berufsbezeichnung
24. Braun, Eigenschaft („Der Braunhaarige“) oder von Vornamen abgeleitet (Brunhold)
25. Berger, Wohnstättenname
26. Schmid, Berufsbezeichnung
27. Zimmermann, Berufsbezeichnung
28. Schmitz, Berufsbezeichnung
29. Schmitt, Berufsbezeichnung
30. Hofmann, Berufsbezeichnung
31. Krüger, Berufsbezeichnung
32. Hartmann, Vorname
33. Werner, Vorname
34. Fuchs, Übername
35. Lange, Eigenschaft („Der Große“) (alle Schreibvarianten zusammen ergäben Platz 12[4])
36. Lehmann, Standesbezeichnung
37. König, Übername, Hausname
38. Kaiser, Übername, Hausname
39. Krause, Eigenschaft
40. Walter, Vorname
41. Schulze, Standesbezeichnung
42. Lang, Eigenschaft (alle Schreibvarianten zusammen ergäben Platz 12[4])
43. Keller, Berufsbezeichnung
44. Peters, Vorname
45. Herrmann, Vorname
46. Winkler, Berufsbezeichnung
47. Frank, Herkunft (aus Franken)
48. Sommer, sozial bedingte Beziehung zur Jahreszeit
49. Steiner, Wohnstättenname oder Berufsbezeichnung
50. Jung, Eigenschaft
51. Köhler, Berufsbezeichnung
52. Baumann, Berufsbezeichnung (Bauer)
53. Winter, Übername
54. Roth, Übername, Wohnstättenname
55. Vogel, Übername, Hausname
56. Scholz, Standesbezeichnung
57. Möller, Berufsbezeichnung
58. Gruber, Herkunftsname
59. Graf, Standesbezeichnung (Aufsichtsbeamter), Übername
60. Schubert, Berufsbezeichnung (Schuhmacher)
61. Engel, Vorname, Hausname
62. Schuster, Berufsbezeichnung
63. Stein, Wohnstättenname
64. Friedrich, Vorname
65. Beck, Berufsbezeichnung (Bäcker) oder Wohnstättenname (Bach)
66. Hahn, Übername
67. Lorenz, Vorname
68. Martin, Vorname
69. Peter, Vorname
70. Simon, Vorname
71. Moser, Wohnstättenname
72. Albrecht, Vorname
73. Franke, Herkunft (aus Franken)
74. Günther, Vorname
75. Haas, Hausname, Übername für den Jäger
76. Ludwig, Vorname
77. Schumacher, Berufsbezeichnung
78. Kraus, Eigenschaft
79. Thomas, Vorname
80. Vogt, Standesbezeichnung (advocatus, Verwalter)
81. Jäger, Berufsbezeichnung
82. Kaufmann, Berufsbezeichnung
83. Heinrich, Vorname
84. Mueller, Berufsbezeichnung
85. Weiß, Eigenschaft
86. Schreiber, Berufsbezeichnung
87. Brunner, Wohnstättenname
88. Hansen, Vorname („Sohn des Hans“)
89. Maus
90. Otto, Vorname
91. Böhm, Herkunft (aus Böhmen)
92. Bergmann, Wohnstättenname (am Berg wohnend), Berufsbezeichnung
93. Paul, Vorname
94. Brandt, Personenname (Hildebrand, Gerbrand, Wolbrand etc.)
95. Seidel, Standesbezeichnung (Seidler)
96. Kern
97. Hofer, Wohnstättenname
98. Krämer, Berufsbezeichnung (Kleinhändler)
99. Dietrich, Vorname
100. Herrmann
101. Arnold, Vorname
102. Jansen, Vorname („Sohn des Jan“)
103. Kramer, Berufsbezeichnung
104. Franz, Vorname
105. Ernst
106. Kuhn, Abkürzung des Vornamens Konrad oder auch Variante von Kohn
107. Lindner, Wohnstätten- oder Herkunftsname
108. Horn, Wohnstättenname, Herkunftsbezeichnung
109. Ziegler, Berufsname (Ziegelbrenner)
110. Maurer, Berufsbezeichnung
111. Ritter, Berufsbezeichnung
112. Schulte, Standesbezeichnung (Schultheiß)
113. Pohl, Herkunft aus Polen, Beziehung zu Polen, Wohnstättenname, Pohl = kleiner Teich
114. Sauer, Eigenschaft (böse, grimmig)
115. Pfeiffer, Berufsbezeichnung (Spielmann)
116. Busch, Wohnstättenname
117. Voigt, Standesbezeichnung (advocatus, Verwalter)
118. Seifert
119. Bachmann, Wohnstättenname
120. Wolff, Übername oder von Vornamen (Wolfgang, Wolfhard etc.) abgeleitet

### Regionale Unterschiede
Obwohl Müller im deutschen Sprachraum der häufigste Name ist, liegen in einigen Gebieten andere Familiennamen in der Häufigkeit vor Müller. Die häufigen Namen Schmidt und Schmitz führen im mitteldeutschen Sprachraum und im östlichen niederdeutschen Sprachraum. Meyer liegt besonders im niederdeutschen Sprachraum, insbesondere in Niedersachsen, vor Müller, andererseits ist Meyer im mitteldeutschen Raum ein nicht häufiger Name (Meier-Loch), weil die Berufsbezeichnung dort zumeist Hof(f)mann lautete. Bauer führt im östlichen oberdeutschen Sprachraum Bayern. Es gibt auch regionale Häufungen eher seltener Namen im Süden und Norden. Huber ist in Südbayern mit Ausnahme von München der häufigste Name. Die Patronyme Jans(s)en, Hansen und Petersen sind häufige Namen im Norden. Petersen ist der häufigste Name im Raum Flensburg,  Jans(s)en bzw. Janßen am Niederrhein.

### Slawische Namen
Vor allem in Sachsen, Brandenburg und Mecklenburg-Vorpommern sind aufgrund der zur Entstehungszeit von Nachnamen überwiegend slawischsprachigen Besiedlung (die in der Lausitz bis heute andauert), sowie auch in Österreich viele Familiennamen slawischen Ursprungs. Etwa 13 % der deutschen Bevölkerung tragen sie.
Als Folge der (Binnen-)Migration hunderttausender Personen (darunter etwa 130.000 „Ruhrpolen“) aus dem polnischen Sprachgebiet Preußens und des Deutschen Reichs von Mitte des 19. Jahrhunderts bis Anfang des 20. Jahrhunderts tragen insbesondere in Nordrhein-Westfalen (mit Schwerpunkt im Ruhrgebiet) und im Großraum Berlin viele Einwohner polnische Namen, die von der Schreibweise aber zumeist „eingedeutscht“ sind (Beispiele: Schimanski, Schymanietz, Matussek oder Mattner, Koslowski, Wischnewski usw.).
- 156. Nowak (polnisch)
- 262. Noack (sorbisch)
- 435. Pietsch (sorbisch)
- 849. Kowalski (polnisch)

### Türkische Namen
Die hohe Zahl von Zuwanderern aus der Türkei führte dazu, dass türkische Namen auch relativ oft vorkommen.
- 587. Yılmaz (häufigster Familienname in der Türkei)[5]
- 938. Kaya (zweithäufigster Familienname in der Türkei)

### Andere Herkunftsländer
Unter den 5000 verbreitetsten Familiennamen ist auch der vietnamesische Name Nguyen auffallend häufig vertreten. Das liegt daran, dass 40 % der vietnamesischen Bevölkerung diesen Namen tragen und nach dem Vietnam-Krieg viele Vietnamesen in Westdeutschland als sogenannte Boat people Asyl erhielten oder als Vertragsarbeiter in der DDR arbeiteten und nach der Wiedervereinigung in Deutschland blieben. Auch in anderen Staaten mit einer größeren Zahl an vietnamesischen Einwanderern gehört Nguyen zu den häufigeren Familiennamen, etwa in Frankreich (Rang 54) oder in den USA (Rang 57). Weltweit steht Nguyen mit etwa 36 Millionen Namensträgern an vierter Position der häufigsten Familiennamen der Welt und wird nur von chinesischen Namen übertroffen, der häufigste deutsche Familienname Müller (ca. 1 Million Namensträger weltweit) kommt auf Platz 10.
- 815. Nguyễn